# قائمة أعلام بلجيكية

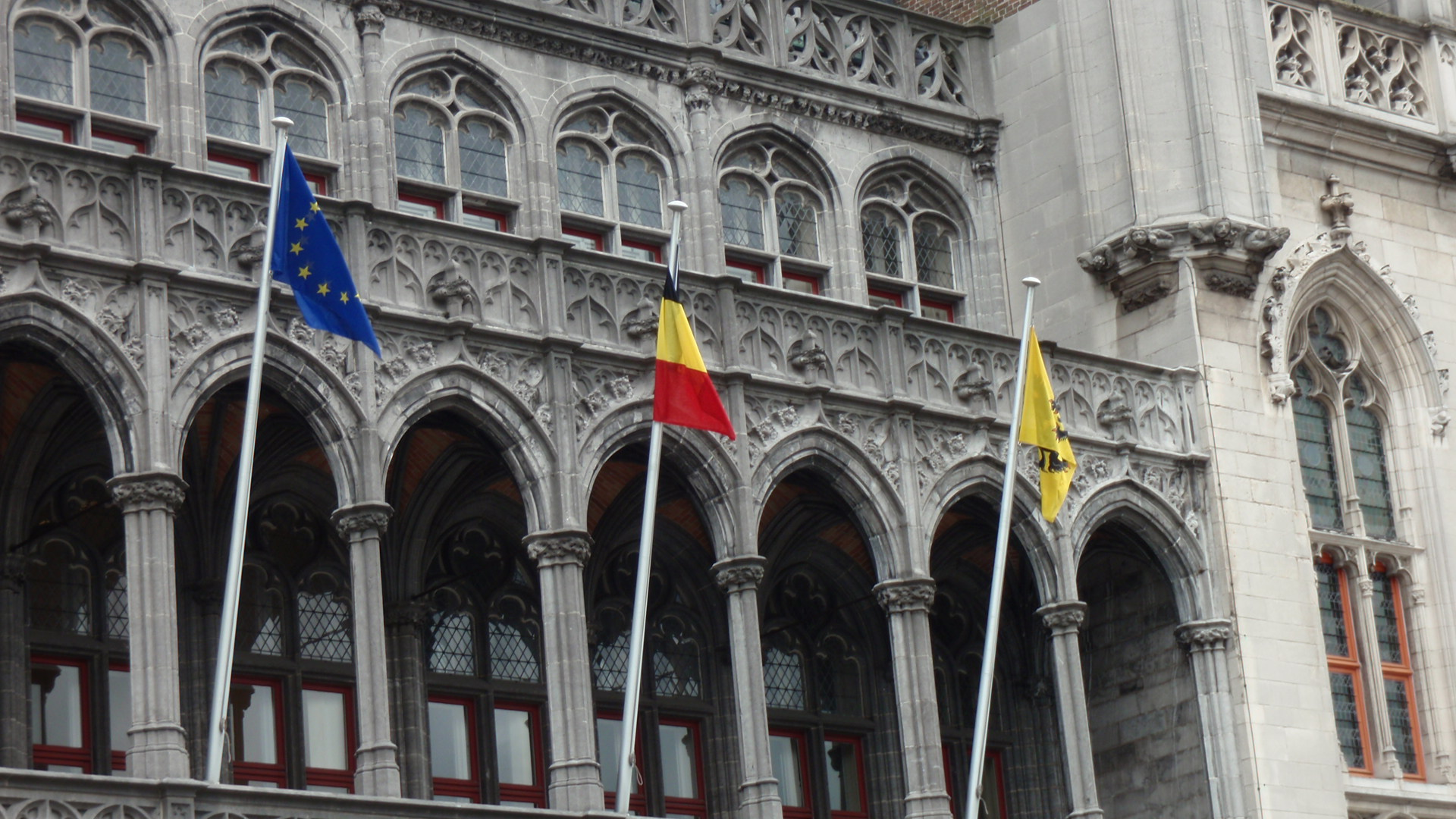
أعلام على قاعة مدينة Ypres مع (من اليسار إلى اليمين) أعلام المجتمع الأوروبي والبلجيكي والفلمندي

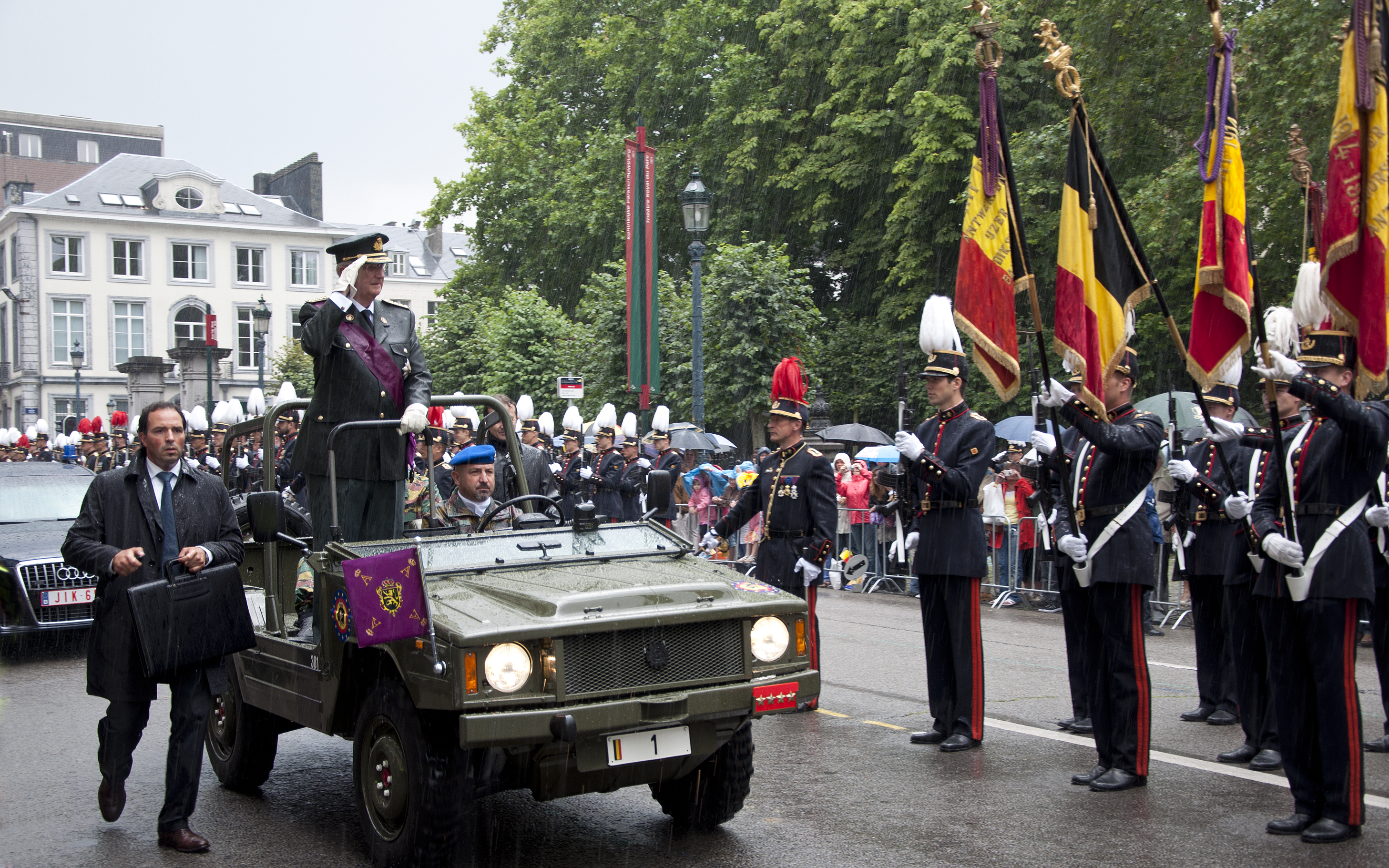
الملك ألبرت الثاني ملك بلجيكا في أمطار غزيرة ، أثناء العرض العسكري في بروكسل في اليوم الوطني البلجيكي في 21 يوليو

هذه قائمة بالأعلام المستخدمة في بلجيكا.

## العلم الوطني
| العلم | تاريخ         | استخدم     | الوصف |
| ----- | ------------- | ---------- | --- |
|       | 1831–حتى الان | علم بلجيكا | العلم الوطني لبلجيكا يتكون من ثلاثة ألوان رأسية من الأسود والأصفر والأحمر كانت الألوان مأخوذة من شعار دوقية برابانت ، وقد يعتمد التصميم العمودي على علم فرنسا. عند رفع الراية، يكون الشريط الأسود هو الأقرب (على جانب السارية). التدريج اللوني يكون بنسب غير متساوية من 13:15. |

### حامل الراية
| العلم | تاريخ         | استخدم                   | الوصف |
| ----- | ------------- | ------------------------ | --- |
|       | 1831–حتى الان | راية مدنية بلجيكا        | ثلاثية الألوان عمودية من الأسود والأصفر والأحمر بنسبة 2:3. ratio.                                                                                         |
|       | 1950–حتى الان | اللواء (راية) of Belgium | A vertical tricolour of black, yellow, and red defaced by a lion rampant ensigned by a crown, both sable (black), the lion armed and langued gules (red). |